# Mączniakowate
Mączniakowate (Erysiphaceae Tul. & C. Tul.) – rodzina grzybów z klasy patyczniaków (Leotiomycetes).

## Systematyka i nazewnictwo
Pozycja w klasyfikacji według Index Fungorum: Helotiales, Leotiomycetidae, Leotiomycetes, Pezizomycotina, Ascomycota, Fungi.
Według aktualizowanej klasyfikacji Index Fungorum bazującej na Dictionary of the Fungi do rodziny Eryspihaceae należą rodzaje:
- Blumeria Golovin ex Speer 1975
- Brasiliomyces Viégas 1944
- Bulbomicroidium Marm., Siahaan, S. Takam. & U. Braun 2017
- Caespitotheca S. Takam. & U. Braun 2005
- Cystotheca Berk. & M.A. Curtis 1860
- Erysiphe R. Hedw. ex DC. 1805 – mączniak
- Farmanomyces Y.S. Paul & V.K. Thakur 2006
- Golovinomyces (U. Braun) V.P. Heluta 1988
- Leveillula G. Arnaud 1921
- Microidium (To-anun & S. Takam.) To-anun & S. Takam. 2012
- Neoerysiphe U. Braun 1999
- Oidium Link 1824
- Ovulariopsis Pat. & Har. 1900
- Parauncinula S. Takam. & U. Braun 2005
- Phyllactinia Lév. 1851
- Pleochaeta Sacc. & Speg. 1881
- Podosphaera Kunze 1823
- Sawadaea Miyabe 1914
- Setoidium (R.T.A. Cook, A.J. Inman & C. Billings) R.T.A. Cook & U. Braun 2012
- Streptopodium R.Y. Zheng & G.Q. Chen 1978
- Takamatsuella U. Braun & A. Shi 2012[2].